# Горан Ангелов
Горан Ангелов Костадинов е български политик, комунист, първи секретар на околийския комитет на Българската комунистическа партия в град Петрич.

## Биография
Роден е на 14 август 1912 година в Петрич. Първоначално учи в петричката гимназия „Пейо Яворов“, а от 1929 година в Търговската гимназия „Димитър Хадживасилев“ в Свищов, която завършва в 1932 година. Започва работа като счетоводител в Петричката популярна банка.
В 1932 г. влиза в БКП и участва в нелегалната дейност на партията. От 1934 до 1941 г. е член на нелегалния ОкК на БКП в Петрич. В 1941 – 1943 година е интерниран в лагерите Гонда вода и Кръстополе. На 5 септември се връща в Петрич и основава ОкК на ОФ.
Непосредствено след 9 септември 1944 година става първи секретар на околийския комитет на партията в родния си град (1944 – 1949). По-късно е секретар на окръжния комитет на БКП в Благоевград (1949 – 1957). Завършва Висшата партийна школа при ЦК на БКП.
По време на македонизацията на Пиринска Македония, Ангелов се оплаква, че Васил Ивановски и скопският книжар в града Юрдан Юрдановски забранявали на театралните групи да играят пиеси на български език. По време на преброяването в 1946 година Ангелов получава инструкции да изкара 70% от населението македонци иначе ще бъде уволнен и прилага насилствени методи. След 16 пленум на ЦК на БРП (к) в 1948 година, сложил край на насилствената македонизация Ангелов признава:
| „ | Под давление на Областния комитет упражнихме административен натиск над преброителите и използвайки георграфското понятие, при разясняването записахме 98% от населението македонци... Населението у нас не прави разлика между македонец и българин, но ние се хванахме за географския принцип и щом е роден тук – пишем го македонец... насила ги записахме македонци. Реакционерите се записаха българи. | “ |

В 1963 година е назначен за първи заместник министър в Министерството на вътрешната търговия, завеждащ отдел „Търговия и хранителна промишленост“ при Централния комитет на БКП. От 1967 година е генерален директор на Булгартабак. В 1982 година Горан Ангелов е награден с почетното звание „Герой на социалистическия труд“. Бил е заместник-министър на търговията, първи заместник-председател на Централния кооперативен съюз, генерален директор на ДСО „Булгартабак“, първи заместник-председател на Комитета по туризма и други. Кандидат-член е на ЦК на БКП от 1958 до 1971 г. Три пъти носител на орден „Георги Димитров“ и веднъж на орден „Народна република България“ I степен.
Почива в София през 1994 година. Негов тъст е просветният деец Тодор Стоянов.